# Europa Nostra
Europa Nostra er en europæisk samlingsorganisation for frivillige bevaringsforeninger, som blev stiftet 1963 i Europarådets kontor i Paris. Europa Nostras har også mange lokale kommuner, byer og personer som medlemmer. Organisationens formål er at fremme den arkitektoniske og landskabskulturelle arv, forbedre standarden indenfor by og landskabsplanlægning og at fremme kvaliteten indenfor det traditionelle bygningshåndværk.
Europa Nostra Danmark forsøger at påvirke den offentlige mening. Det sker gennem prisuddelinger, seminarer og høringer, publikationer og artikler, udstillinger, studieture og videnskabelige tidskrifter. En aktivitet, der skaber stor opmærksomhed er Europa Nostra-prisen, som hvert år uddeler diplomer og i særlige tilfælde medaljer for bevaringsprojekter til arkitektonisk og kulturelt værdifulde anlæg og bygninger og kulturhistoriske landskaber i Europa.
Cecilia Bartoli er Præsident for Europa Nostra, Kammerherrinde Ettie Castenskiold er Formand for Europa Nostra Danmark og H.K.H. Prins Joachim er protektor for Europa Nostra Danmark.